# Alexander Satschko
Alexander Satschko (Deggendorf, 12 november 1980) is een Duitse tennisspeler. Hij heeft één ATP-toernooi gewonnen in het dubbelspel. Daarnaast heeft hij negen challengers op zijn naam staan in het dubbelspel. Hij nam al deel aan verschillende grandslamtoernooien.

## Palmares dubbelspel
| Nr.                              | Datum            | Toernooi    | Ondergrond | Partner         | Tegenstanders in finale                   | Score            | Details |
| -------------------------------- | ---------------- | ----------- | ---------- | --------------- | ----------------------------------------- | ---------------- | ------- |
| Gewonnen finales herendubbel     |                  |             |            |                 |                                           |                  |         |
| 1.                               | 8 februari 2015  | ATP Quito   | Gravel     | Gero Kretschmer | Víctor Estrella Burgos João Souza         | 7-5, 7-6(3)      | Details |
| Gewonnen challengers herendubbel |                  |             |            |                 |                                           |                  |         |
| 1.                               | 20 november 2005 | Puebla      | Hardcourt  | Werner Eschauer | Santiago González Alejandro Hernández     | 6-1, 6-4         |         |
| 2.                               | 16 juli 2006     | Cuenca      | Gravel     | Frank Moser     | Santiago Giraldo Carlos Salamanca         | 3-6, 6-3, [10-6] |         |
| 3.                               | 29 augustus 2010 | Genève      | Gravel     | Gero Kretschmer | Philipp Oswald Martin Slanar              | 6-3, 4-6, [11-9] |         |
| 4.                               | 21 juli 2013     | Poznań      | Gravel     | Gero Kretschmer | Mateusz Kowalczyk Henri Kontinen          | 6-3, 6-3         |         |
| 5.                               | 5 januari 2014   | São Paulo   | Hardcourt  | Gero Kretschmer | Nicolás Barrientos Víctor Estrella Burgos | 4-6, 7-5, [10-6] |         |
| 6.                               | 22 maart 2015    | Shenzhen    | Hardcourt  | Gero Kretschmer | Saketh Myneni Divij Sharan                | 6-1, 3-6, [10-2] |         |
| 7.                               | 6 september 2015 | Como        | Gravel     | Gero Kretschmer | Kenny de Schepper Maxime Teixeira         | 7-6(3), 6-4      |         |
| 8.                               | 20 maart 2016    | Guadalajara | Hardcourt  | Gero Kretschmer | Santiago González Mate Pavić              | 6-3, 4-6, [10-2] |         |
| 9.                               | 10 april 2016    | Napels      | Gravel     | Gero Kretschmer | Matteo Donati Stefano Napolitano          | 6-1, 6-3         |         |

## Prestatietabel (Grand Slam) dubbelspel
| Legenda | Legenda                          |
| ------- | -------------------------------- |
| g.t.    | geen toernooi gehouden           |
| l.c.    | lagere categorie                 |
| –       | niet deelgenomen                 |
| G       | uitgeschakeld in de groepsfase   |
| 1R      | uitgeschakeld in de eerste ronde |
| 2R      | uitgeschakeld in de tweede ronde |
| 3R      | uitgeschakeld in de derde ronde  |
| 4R      | uitgeschakeld in de vierde ronde |
| KF      | uitgeschakeld in de kwartfinale  |
| HF      | uitgeschakeld in de halve finale |
| F       | de finale verloren               |
| W       | het toernooi gewonnen            |
| w-v     | winst/verlies-balans             |

| Grandslamtoernooien   |      |        |
| Australian Open       | –    | 0-0    |
| Roland Garros         | 1R   | 0-1    |
| Wimbledon             | 1R   | 0-1    |
| US Open               | –    | 0-0    |
| Winst-verlies         | 0–2  | 0-2    |
| ATP World Tour Finals |      |        |
| ATP World Tour Finals | –    | 0-0    |
| Olympische Spelen     |      |        |
| Olympische Spelen     | g.t. | 0-0    |
| Statistieken          |      |        |
| Totaal aantal titels  | 1    | 1      |
| Eindejaarsranking     | 86   | n.v.t. |